# Praecidochondria galatheae
Praecidochondria galatheae is een eenoogkreeftjessoort uit de familie van de Chondracanthidae. De wetenschappelijke naam van de soort is voor het eerst geldig gepubliceerd in 1968 door Kabata.